# کیوانچ کاسابالی
کیوانچ کاسابالی (انگلیسی: Kıvanç Kasabalı؛ زادهٔ ۲۴ فوریهٔ ۱۹۷۵) بازیگر و مدل اهل ترکیه است. وی از سال ۱۹۹۶ میلادی تاکنون مشغول فعالیت بوده‌است.
از جمله سریال‌ها و فیلم‌هایی که او در آن ایفای نقش کرده می‌توان به مرحمت (مجموعه تلویزیونی) و سیب ممنوعه اشاره کرد.